# 第40通信連隊 (フランス軍)
第40通信連隊（だい40つうしんれんたい、フランス語: 40e régiment de transmissions：40e RT）は、モゼル県ティオンヴィルに駐屯する、通信支援旅団隷下のフランス陸軍の通信連隊である。
兵種は通信、伝統的区分も通信である。

## 沿革
- 1951年4月1日：第40通信大隊として編成される。
- 1956年：アルジェリアへ移駐、名称を第709通信大隊に変更。
- 1969年11月1日：ドイツコブレンツにて第40通信連隊として編成される。
- 1973年：モゼル県Sarrebourgへ移駐。
- 1984年：Thionvilleへ移駐。

## 最新の部隊編成
- 連隊本部
- 本部管理中隊
- 基礎訓練中隊
- 第1通信中隊 - （通信結節）
- 第2通信中隊 - （通信結節）
- 第3通信中隊 - （コンピューター通信）
- 第4通信中隊 - （コンピューター通信）
- 第5通信中隊 - （相互運用通信）

## 連隊の任務
連隊は、各種通信機器を用いて部隊間通信を行い、他部隊の活動に寄与する。

## 主要装備
- GIAT BM92-G1
- FA-MAS
- AA-52
- VAB
- P4
- TRM 2000
- TRM 4000